# Niko Kranjčar
Niko Kranjčar (nascut el 13 d'agost de 1984 a Zagreb) és un exfutbolista professional que jugava de migcampista. Va ser internacional amb la selecció croata de futbol.
Va jugar amb dos equips de la seua pàtria, jugant al Dinamo de Zagreb i després fent un controvertit traspàs a l'equip rival Hajduk Split en 2005. Un traspàs al Portsmouth FC d'Anglaterra seguí en l'agost del 2006, i després de diversos anys intentant conservar la seua rellevància, Portsmouth decidí vendre-lo al començament de la temporada 09-10, deixant que Kranjčar anara al Tottenham Hotspur FC el setembre del 2009, on es reuniria amb el seu entrenador original al Portsmouth, Harry Redknapp.
Anomenat el nou Robert Prosinečki, Kranjčar rebé el seu debut internacional de son pare Zlatko a l'agost del 2004. A setembre del 2009, Kranjčar ha fet 50 aparicions amb la selecció croata.

## Referències

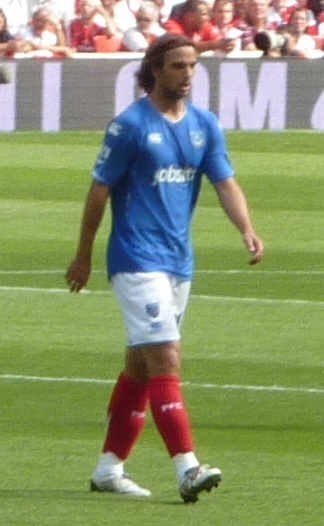
Niko Kranjčar.